# Dubrownoje (rejon lebiażjewski)
Dubrownoje (ros. Дубровное) – wieś (sieło) w Rosji, w obwodzie kurgańskim, w rejonie lebiażjewskim. W 2010 liczyła 249 mieszkańców.